# Tor Mikkel Wara
Tor Mikkel Wara, folkbokförd Vara, född 27 december 1964 i Karasjok i Finnmark fylke, är en norsk politiker för Fremskrittspartiet. Från 4 april 2018 till 29 mars 2019 var han justitieminister och immigrationsminister i Regeringen Solberg.
Wara var ledamot i Stortinget från Oslo från 1989 till 1993. Han tackade nej till en stortingsplats efter valet 1993 och lämnade då nationell politik. Han arbetade därefter som kommunikationskonsult inom PR-branschen.